# Turkiets herrlandslag i ishockey
Turkiets herrlandslag i ishockey representerar Turkiet i ishockey för herrar.
Turkiet debuterade i C-VM i Sydafrika 2002 med att komma sist (sexa) med förlust i samtliga sina fem matcher mot Estland, Australien, hemmanationen Sydafrika, Israel och mot Belgien. Laget gjorde bara totalt 3 mål och släppte in totalt 57 mål. Laget nedgraderades till D-VM.
Året efter, D-VM i Nya Zeeland 2003, blev Turkiet sist (trea) med två förluster mot hemmanationen Nya Zeeland och mot Luxemburg. Laget gjorde bara totalt 4 mål och släppte in totalt 12 mål.
År 2004, D-VM i Island, kom Turkiet tvåa efter tre segrar och en förlust. Segrarna kom mot Mexiko (lagets första seger), Irland och mot Armenien. Förlusten kom mot hemmanationen Island. Laget gjorde totalt 26 mål och släppte in totalt 14 mål. Laget uppgraderades till C-VM.
År 2005, C-VM i Kroatien, kom Turkiet sist (sexa) med förlust i samtliga sina fem matcher mot Sydkorea, Australien, Bulgarien, hemmanationen Kroatien och mot Nya Zeeland. Laget gjorde bara totalt 5 mål och släppte in totalt 70 mål. Laget nedgraderades än en gång till D-VM.
År 2006, D-VM i Island, kom Turkiet än en gång tvåa efter två segrar, en oavgjord och en förlust. Segrarna kom mot Armenien och mot Luxemburg. Oavgjorda matchen kom mot Irland. Förlusten kom mot hemmanationen Island. Laget gjorde totalt 18 mål och släppte in totalt 16 mål. Laget uppgraderades än en gång till C-VM.
Året efter, C-VM i Kroatien 2007, kom Turkiet än en gång sist (sexa) med förlust i samtliga sina fem matcher mot Serbien, Spanien, Bulgarien, hemmanationen Kroatien och mot Belgien. Laget gjorde totalt 15 mål och släppte in totalt 58 mål. Laget nedgraderades än en gång till D-VM.
Turkiet rankas idag som 40:e bästa nation enligt IIHF:s världsrankinglista.     

## OS-turneringar
- 1992 - OS i Albertville, Frankrike - deltog ej
- 1994 - OS i Lillehammer, Norge - deltog ej
- 1998 - OS i Nagano, Japan - deltog ej
- 2002 - OS i Salt Lake City, USA - deltog ej
- 2006 - OS i Turin, Italien - deltog ej
- 2010 - OS i Vancouver, Kanada - kvalificerade sig inte
- 2014 - OS i Sotji, Ryssland - deltog ej

## VM-turneringar
- 1992 - C-VM i Sydafrika - sexa (sist), 5 matcher, 0 segrar, 0 oavgjorda, 5 förluster, 11 gjorda mål, 89 insläppta mål, 0 poäng.
- 1997 - E-VM i Turkiet (hemmaplan) - trea (sist), 4 matcher, 0 segrar, 0 oavgjorda, 4 förluster, 14 gjorda mål, 45 insläppta mål, 0 poäng.
- 1998 - D-VM i Sydafrika - sjua (näst sist), 6 matcher, 2 segrar, 0 oavgjorda, 4 förluster, 16 gjorda mål, 59 insläppta mål, 4 poäng.
- 1999 - D-VM i Sydafrika - sjua, 4 matcher, 1 seger, 0 oavgjorda, 3 förluster, 6 gjorda mål, 41 insläppta mål, 2 poäng.
- 2000 - D-VM i Island - nia (sist), 4 matcher, 0 segrar, 0 oavgjorda, 4 förluster, 7 gjorda mål, 37 insläppta mål, 0 poäng.
- 2002 - VM Division II i Sydafrika - sexa (sist), 5 matcher, 0 segrar, 0 oavgjorda, 5 förluster, 3 gjorda mål, 57 insläppta mål, 0 poäng.
- 2003 - VM Division III i Nya Zeeland - trea (sist) (brons), 2 matcher, 0 segrar, 0 oavgjorda, 2 förluster, 4 gjorda mål, 12 insläppta mål, 0 poäng.
- 2004 - VM Division III i Island - tvåa (silver), 4 matcher, 3 segrar, 0 oavgjorda, 1 förlust, 26 gjorda mål, 14 insläppta mål, 6 poäng.
- 2005 - VM Division II i Kroatien - sexa (sist), 5 matcher, 0 segrar, 0 oavgjorda, 5 förluster, 5 gjorda mål, 70 insläppta mål, 0 poäng.
- 2006 - VM Division III i Island - tvåa (silver), 4 matcher, 2 segrar, 1 oavgjord, 1 förlust, 18 gjorda mål, 16 insläppta mål, 5 poäng.
- 2007 - VM Division II i Kroatien - sexa (sist), 5 matcher, 0 segrar, 5 förluster, 0 sudden deaths-/straffläggningssegrar, 0 sudden deaths-/straffläggningsförluster, 15 gjorda mål, 58 insläppta mål, 0 poäng.
- 2008 - VM Division III i Luxemburg - fyra, 5 matcher, 2 segrar, 2 förluster, 0 sudden deaths-/straffläggningsegrar, 1 sudden deaths-/straffläggningsförlust, 27 gjorda mål, 24 insläppta mål, 7 poäng.
- 2009 - VM Division III i Nya Zeeland - tvåa (silver), 4 matcher, 3 segrar, 1 förlust, 0 sudden deaths-/straffläggningssegrar, 0 sudden deaths-/straffläggningsförluster, 23 gjorda mål, 14 insläppta mål, 9 poäng.
- 2010 - VM Division II i Mexiko - sexa (sist), 5 matcher, 0 segrar, 5 förluster, 0 sudden deaths-/straffläggningssegrar, 0 sudden deaths-/straffläggningsförluster, 8 gjorda mål, 53 insläppta mål, 0 poäng.
- 2011 - VM Division III i Sydafrika - trea (brons), 4 matcher, 2 segrar, 2 förluster, 0 sudden deaths-/straffläggningssegrar, 0 sudden deaths-/straffläggningsförluster, 24 gjorda mål, 25 insläppta mål, 6 poäng.
- 2012 - VM Division III i Turkiet (hemmaplan) - etta (guld), 5 matcher, 5 segrar, 0 förluster, 0 sudden deaths-/straffläggningssegrar, 0 sudden deaths-/straffläggningsförluster, 33 gjorda mål, 7 insläppta mål, 15 poäng.
- 2013 - VM Division II Grupp B i Turkiet (hemmaplan) - femma (näst sist), 5 matcher, 1 seger, 4 förluster, 0 sudden deaths-/straffläggningssegrar, 0 sudden deaths-/straffläggningsförluster, 16 gjorda mål, 19 insläppta mål, 3 poäng.
- 2014 - VM Division II Grupp B i Spanien - sexa (sist), 5 matcher, 1 seger, 4 förluster, 0 sudden deaths-/straffläggningssegrar, 0 sudden deaths-/straffläggningsförluster, 12 gjorda mål, 27 insläppta mål, 3 poäng.
- 2015 - VM Division III i Turkiet (hemmaplan) - tvåa (silver), 6 matcher, 5 segrar, 0 förluster, 0 sudden deaths-/straffläggningssegrar, 1 sudden deaths-/straffläggningsförlust, 59 gjorda mål, 11 insläppta mål, 16 poäng.
- 2016 - VM Division III i Turkiet (hemmaplan) - etta (guld), 5 matcher, 5 segrar, 0 förluster, 0 sudden deaths-/straffläggningssegrar, 0 sudden deaths-/straffläggningsförluster, 35 gjorda mål, 11 insläppta mål, 15 poäng.
- 2017 - VM Division II Grupp B i Nya Zeeland - sexa (sist), 5 matcher, 1 seger, 4 förluster, 0 sudden deaths-/straffläggningssegrar, 0 sudden deaths-/straffläggningsförluster, 7 gjorda mål, 27 insläppta mål, 3 poäng.

## VM-statistik

### 1992-2006
| VM-turneringar    | Matcher | Segrar | Oavgjorda | Förluster | Gjorda mål | Insläppta mål | Poäng |
| ----------------- | ------- | ------ | --------- | --------- | ---------- | ------------- | ----- |
| A-VM              | 0       | 0      | 0         | 0         | 0          | 0             | 0     |
| B-VM/Division I   | 0       | 0      | 0         | 0         | 0          | 0             | 0     |
| C-VM/Division II  | 15      | 0      | 0         | 15        | 19         | 216           | 0     |
| D-VM/Division III | 24      | 8      | 1         | 15        | 77         | 179           | 17    |
| E-VM              | 4       | 0      | 0         | 4         | 14         | 45            | 0     |

### 2007-
| VM-turneringar | Matcher | Segrar | Förluster | Övertids-/Straffläggningssegrar | Övertids-/Straffläggningsförluster | Gjorda mål | Insläppta mål | Poäng |
| -------------- | ------- | ------ | --------- | ------------------------------- | ---------------------------------- | ---------- | ------------- | ----- |
| VM             | 0       | 0      | 0         | 0                               | 0                                  | 0          | 0             | 0     |
| Division I     | 0       | 0      | 0         | 0                               | 0                                  | 0          | 0             | 0     |
| Division II    | 25      | 3      | 22        | 0                               | 0                                  | 58         | 184           | 9     |
| Division III   | 29      | 22     | 5         | 0                               | 2                                  | 201        | 92            | 68    |

- ändrat poängsystem efter VM 2006, där seger ger 3 poäng istället för 2 och att matcherna får avgöras genom sudden death (övertid) och straffläggning vid oavgjort resultat i full tid. Vinnaren får där 2 poäng, förloraren 1 poäng.